# Fromage de chèvre
Pour les articles homonymes, voir chèvre (homonymie).
| Exemples de fromages au lait de chèvre provençaux |  | Exemples de fromages au lait de chèvre provençaux |  | Exemples de fromages au lait de chèvre provençaux |
| Exemples de fromages au lait de chèvre provençaux |  |                                                   |  |                                                   |

Un fromage de chèvre ou plus simplement un chèvre (au masculin) est un fromage obtenu en transformant du lait de chèvre.
Il existe une grande variété de fromages au lait de chèvre. La France est le premier pays producteur de fromages de chèvre au monde, du moins si l'on s'en tient aux productions dûment répertoriées.
La composition du lait de chèvre en acides gras spécifiques contribue au goût caractéristique de ce type de  fromage, notamment les acides gras à chaînes moyennes (resp. 6, 8 et 10 carbones) : acide caproïque, acide caprylique et acide caprique. Ces acides gras tirent leur nom de capra (chèvre en latin) et constituent environ 15 % des acides gras dans le lait de chèvre.

## Types de fromage

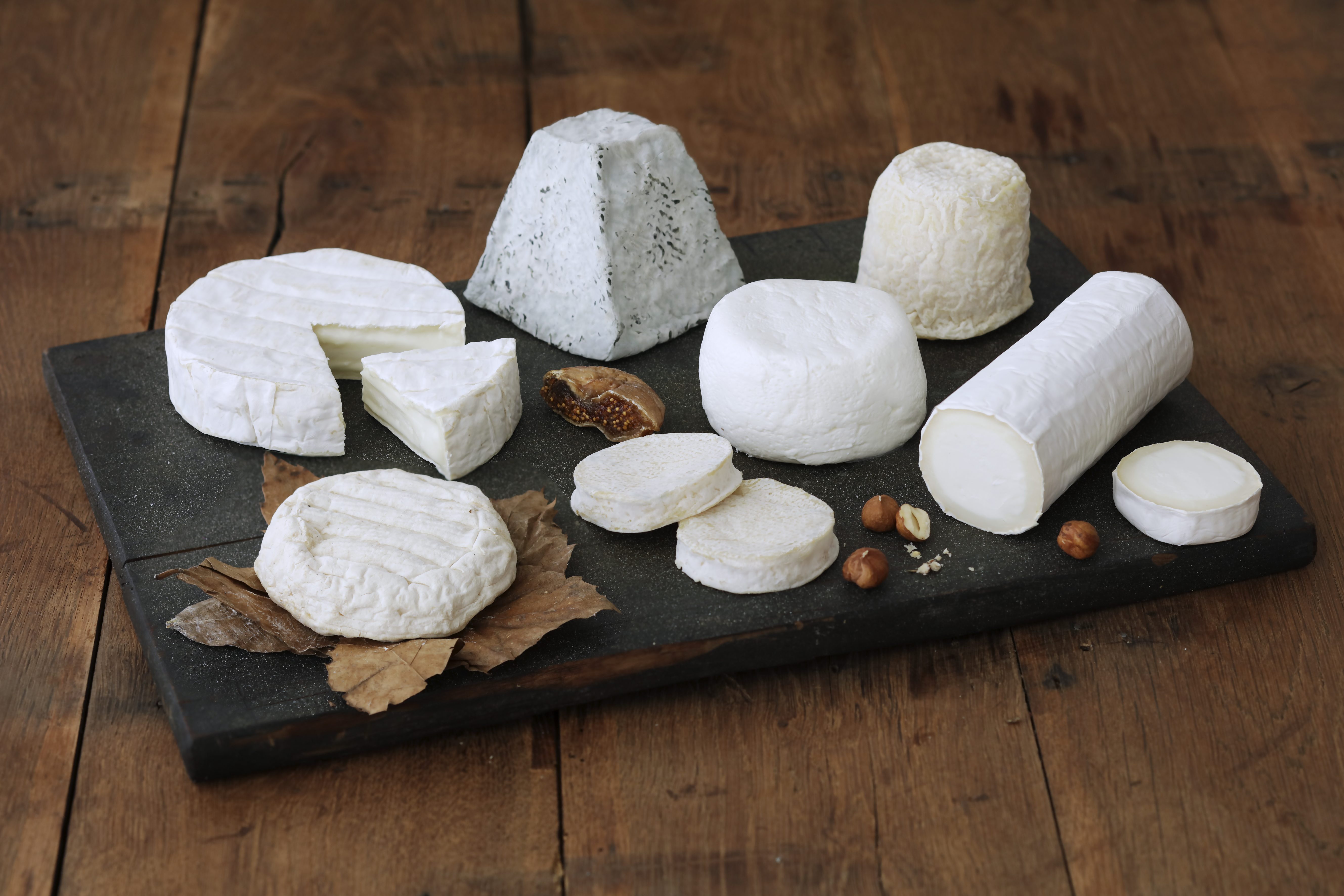
Fromages de chèvre

Dans les pays d'élevage de chèvres, de nombreuses sortes de fromage de chèvre sont fabriquées : fromages frais ou affinés, secs, au raisin, accompagnés d'herbes aromatiques diverses ou d'épices, de miel, conservés par la cendre, par un bain d'huile ou d'alcool. Mais le terroir est aussi essentiel.
Les fromages de chèvre se consomment frais ou affinés plus ou moins longtemps, accompagnant les salades ou chauds sur du pain comme dans le cas de la salade de chèvre chaud ou également relevés de confitures de fruits. Très affinés, ils peuvent devenir secs et leur pâte cassante, se délitant en strates comme des ardoises.

## Élevage

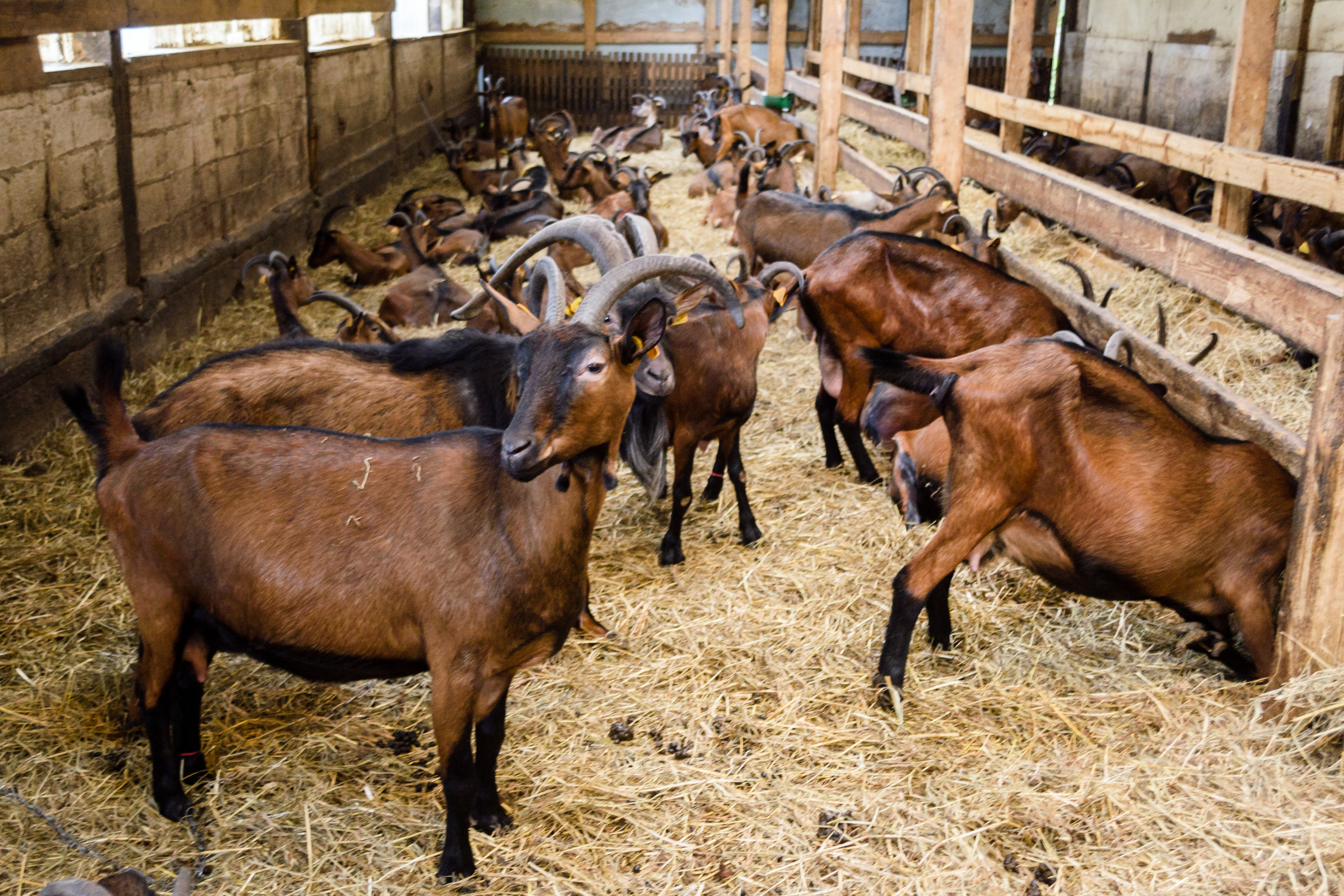
Chèvres alpines élevées en Bretagne au foin.

En France, il existe une grande diversité de systèmes de conduite d'élevage. Les chèvres sont en général élevées dans une chèvrerie, abri ou bâtiment où elles évoluent librement. Elles peuvent disposer d'un accès à l'extérieur : aire d'exercice ou pâtures.
La chèvre a besoin de fourrages grossiers pour 40 à 70% de la ration, constitué d'herbe fraîche pâturée ou apportée à la mangeoire, d'herbe fanée (foin de graminées et de légumineuses) ou ensilée (maïs, herbe), parfois de paille et de compléments alimentaires : céréales, tourteaux de soja, de tournesol, protéagineux, aliments déshydratés ou granulés incorporant quelques-unes de ces matières premières, minéraux, vitamines et de l'eau à volonté.
Lors de la rumination, les chèvres produisent de la salive, tamponnant le pH de la panse, le rumen. On leur propose du sel dont l'ingestion entraîne la production de bicarbonate de sodium.

## Fabrication
Pour une information plus générale sur la traite et la fabrication du fromage :

### Un exemple artisanal en Bretagne
On peut suivre deux méthodes pour la traite : deux fois par jour à l'aide de machines (à la main ; 25 chèvres/heure) ou 1 fois par jour.
Traite par lactoduc

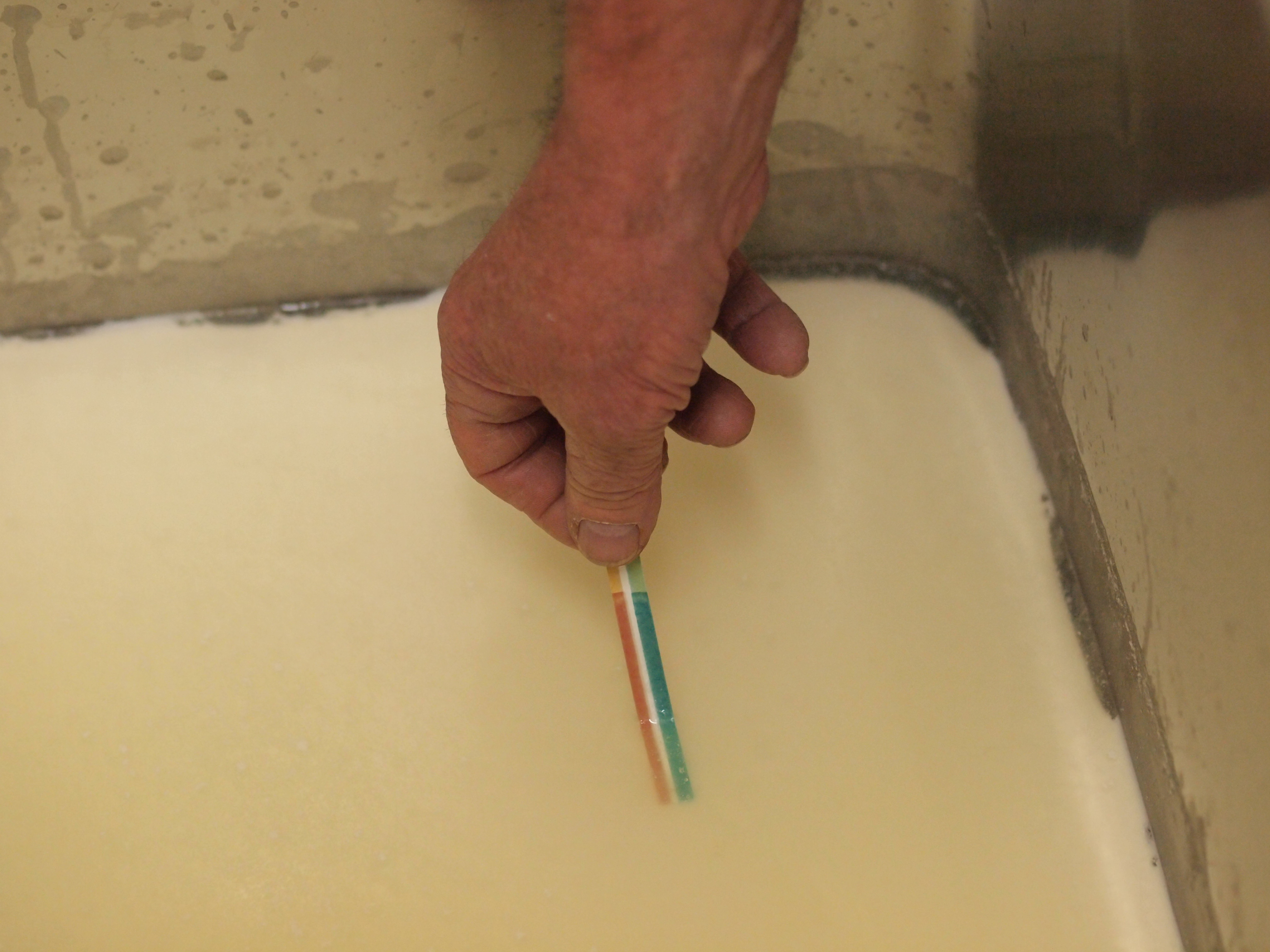
Mesure du pH du caillé avant emploi.

La turbine (système particulier) fait circuler brutalement le lait, ce qui casse les micelles d'acides gras et la partie huileuse du lait est exposée aux attaques des enzymes de bactéries (lipolyse) donnant au fromage un goût prononcé de savon et de chèvre.
Traite au pot
Cette technique fait circuler doucement le lait en préservant les micelles, ce qui donne un goût plus subtil au fromage.
Le fromage fermier au lait cru est fait à partir d'un lait trait deux fois par jour en pots, amené aussitôt en fromagerie encore tiède, filtré des impuretés grossières. Le processus de caillage à 17 °C peut commencer. Le lait ne doit pas être refroidi pour cette méthode de fabrication pour éviter le développement de bactéries résistantes au froid et de leurs enzymes. Le fromage de chèvre est fabriqué à partir d'un caillé mixte à prédominance lactique. Le caillage est la coagulation du lait sous l'action de présure (de caillette de chevreau) et de l'acidité due aux bactéries lactiques développées à partir du lactosérum prélevé des bassines de la veille ou l'avant-veille. L'acidité d'un caillé a une importance primordiale: elle contribue à la synérèse du lactosérum. Le caillé rétrécit, des fentes apparaissent; il est séparé du lactosérum et son pH se situe entre 4 et 4,5. Le caillé peut alors être employé pour la fabrication de fromage et le lactosérum sert ici d'aliment pour des porcs.

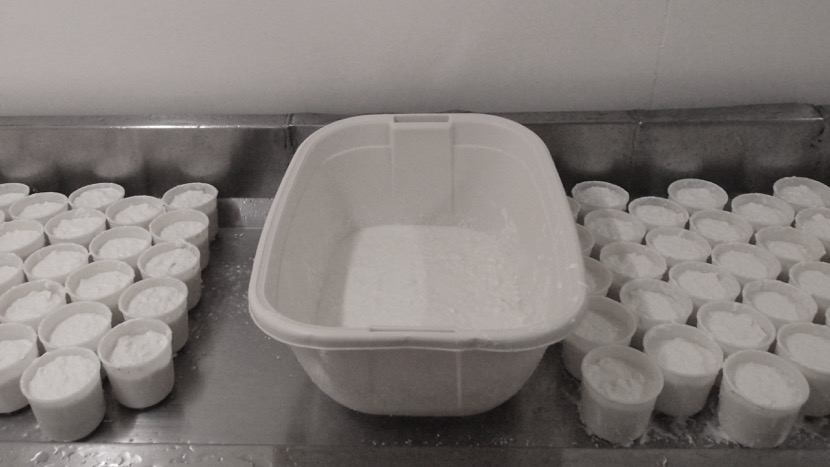
Fromages dans leur moule en attente de la deuxième couche de caillé.

Le moulage se fait de deux façons :
- Le moulage à la louche produit un fromage frais dont la coupe au couteau est franche. Le fromage présente une consistance un peu granuleuse et est acide. On remplit des moules percés pour l'écoulement du lactosérum. La phase comportant le moulage, salage et démoulage dure 48 heures à 15 °C. Les fromages démoulés sont passés dans le frigo sur grilles pour ressuyage pendant 24 heures minimum.
- Le moulage mécanique (vis sans fin) est précédé d'un pré-égouttage du caillé en sac polyuréthane durant 3 à 4 jours. Le fromage est plus onctueux et un goût plus marqué.

Les fromages peuvent éventuellement être cendrés (charbon de bois de hêtre pulvérulent) dans une machine par ventilation. La cendre de charbon de bois va apporter de la potasse qui désacidifie le fromage et amène des éléments nutritifs aux moisissures. Ceci accélère le phénomène d'affinage car les moisissures se nourrissent de la pâte acide, ce qui permet aux bactéries présentes et inhibées par l'acidité de se développer. Ces bactéries vont découper les protéines et lipides sous une forme de courtes chaînes de molécules volatiles susceptibles de se diffuser vers les récepteurs olfactifs des fosses nasales. Cela permet de donner un goût plus développé. Un affinage trop rapide abrège le développement de la moisissure et donne une amertume au fromage selon les conditions d'humidité et de température.

## Consommation
Si la France est le premier pays producteur de fromages de chèvre au monde, elle est aussi le premier pays au monde à en consommer.

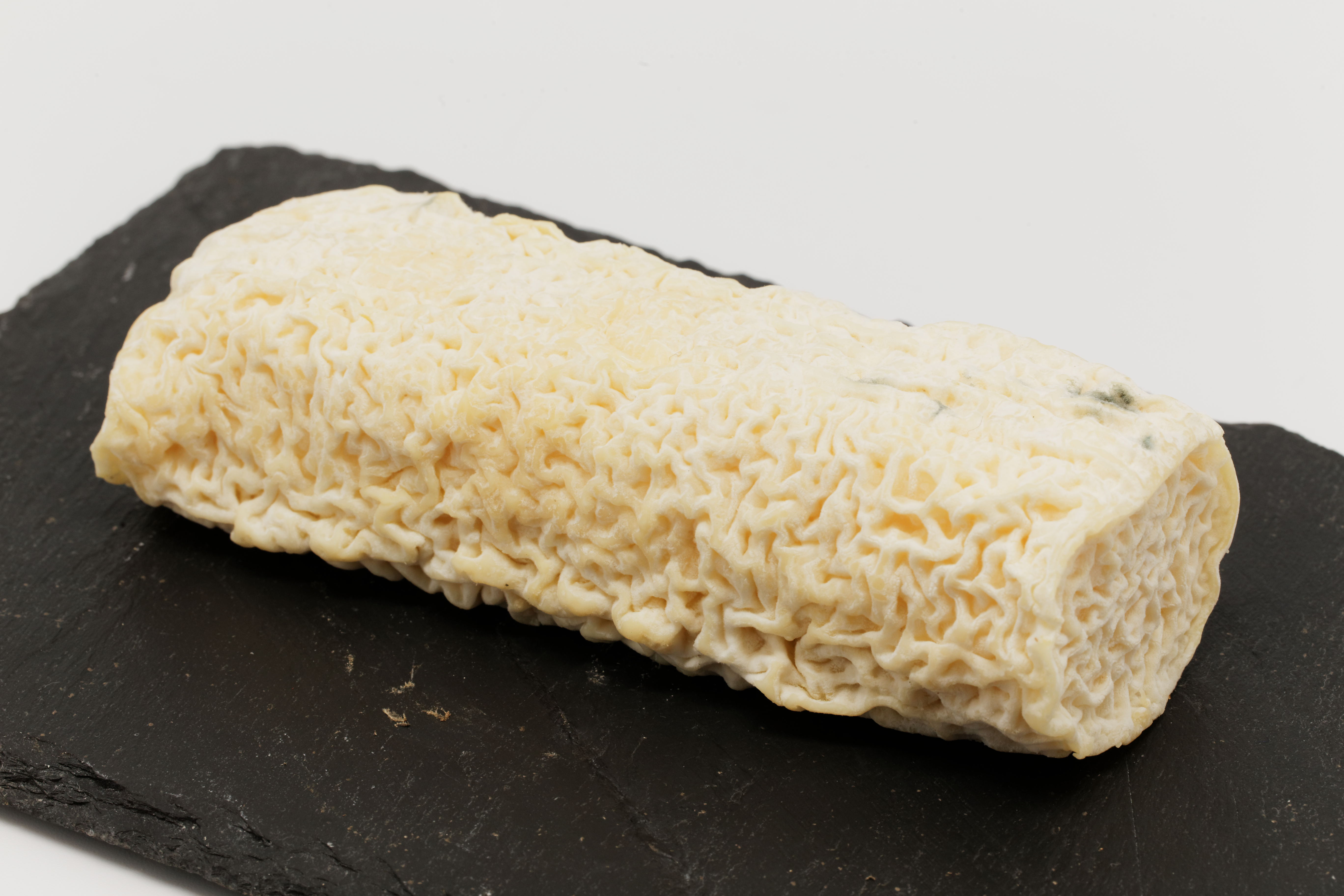
Bûchette de Bretagne
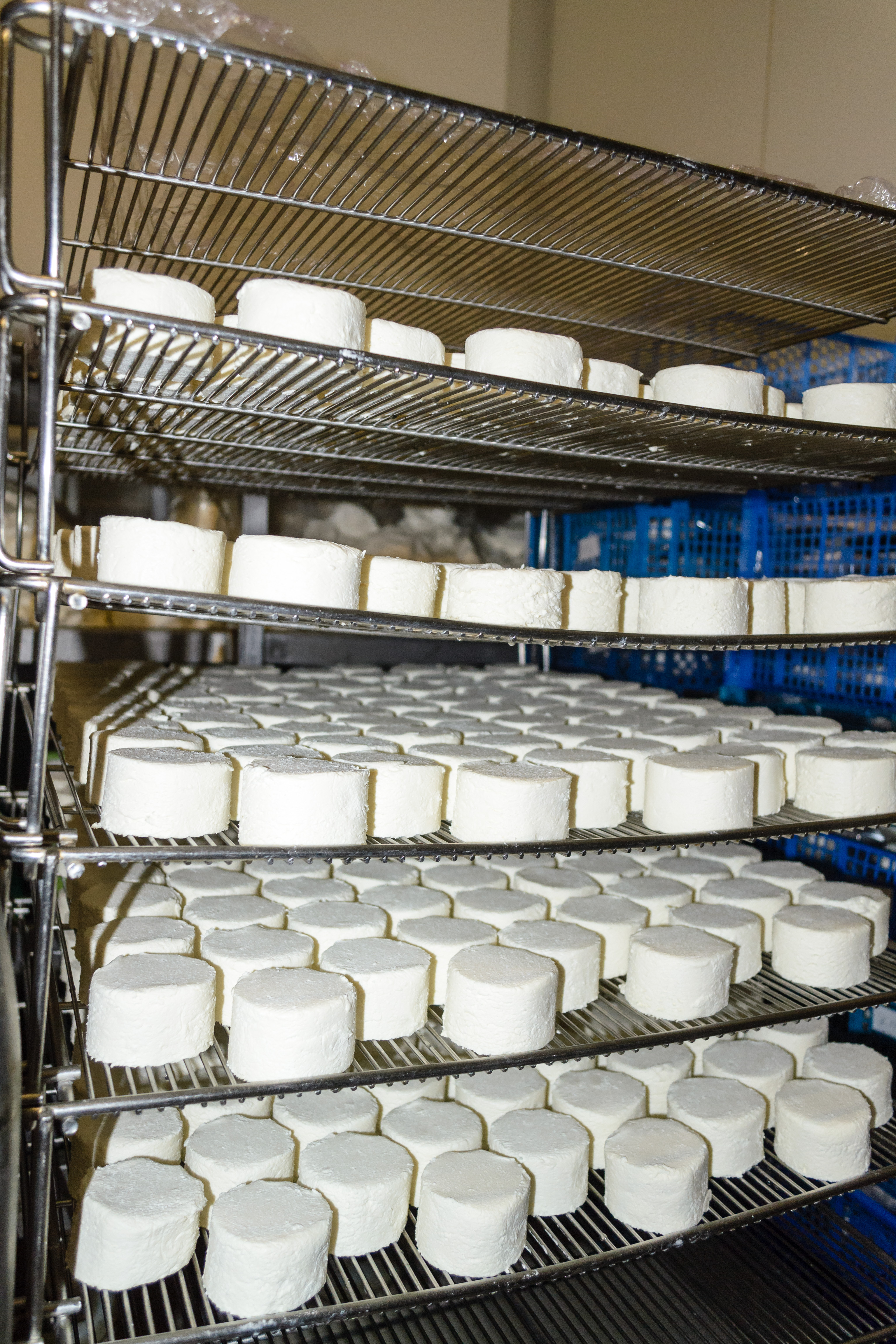
Crottins frais
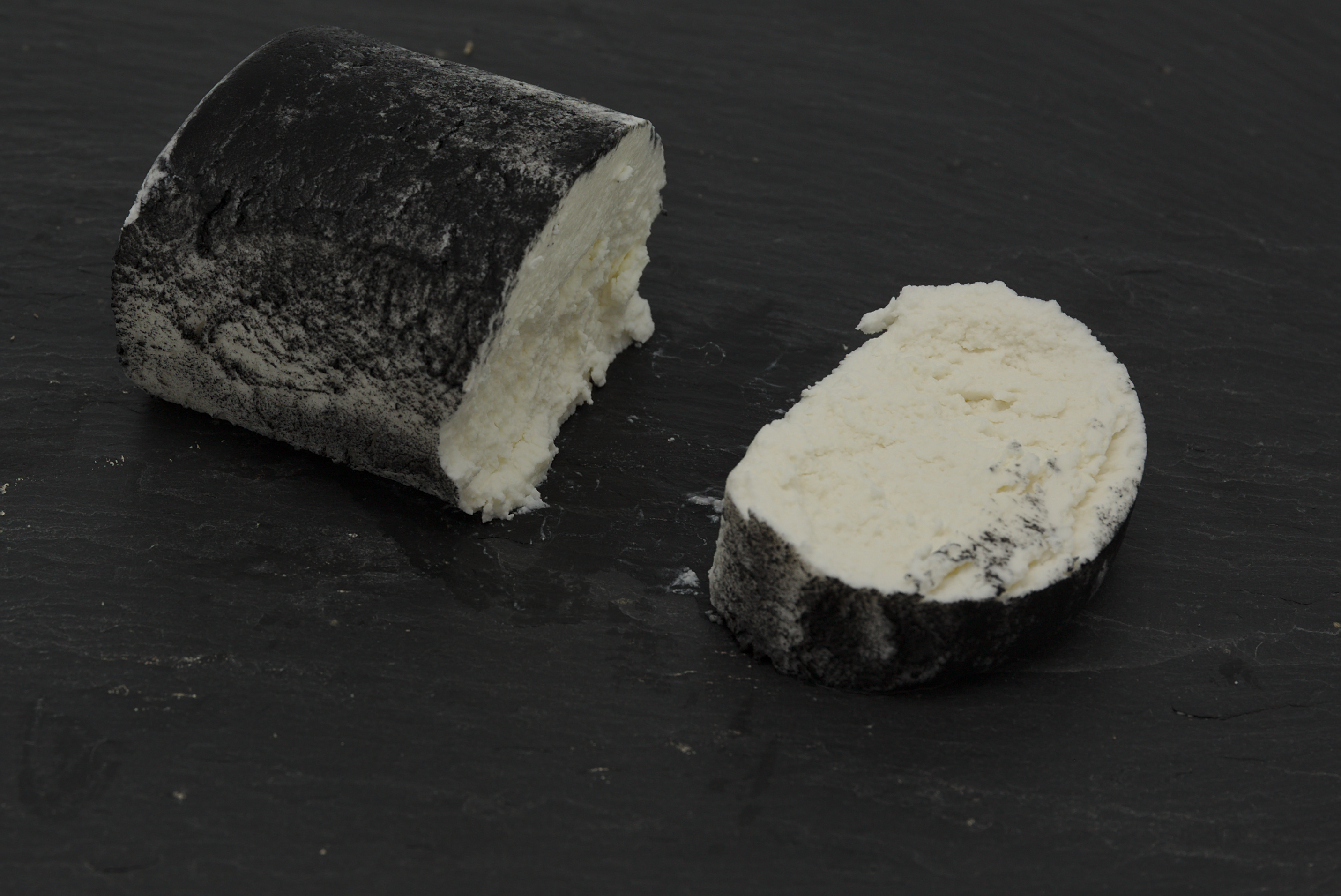
Bûchette cendrée
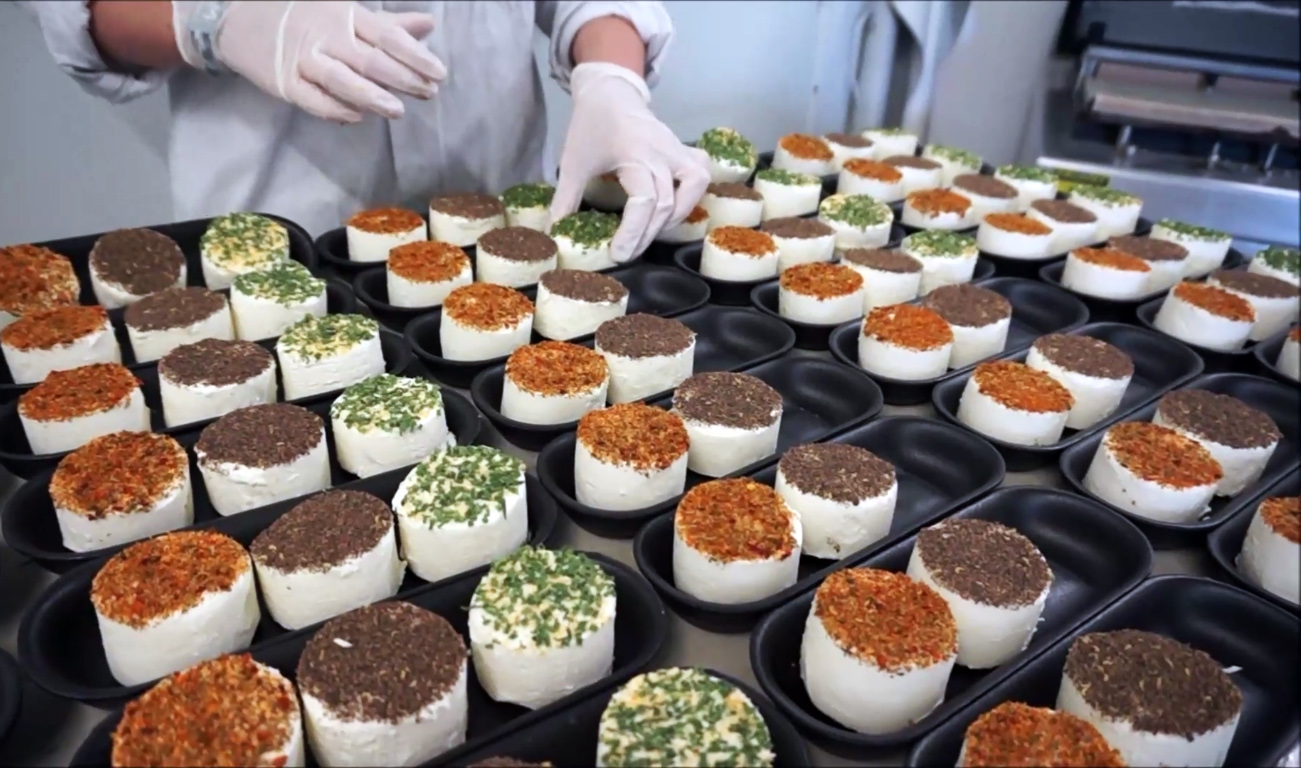
Crottins épicés

### Les fromages de chèvre français sous Appellation d'Origine Protégée (AOP)
Il existe 15 fromages sous AOP :
- Banon, Alpes-de-Haute-Provence
- Brousse du Rove, Provence
- Chabichou du Poitou

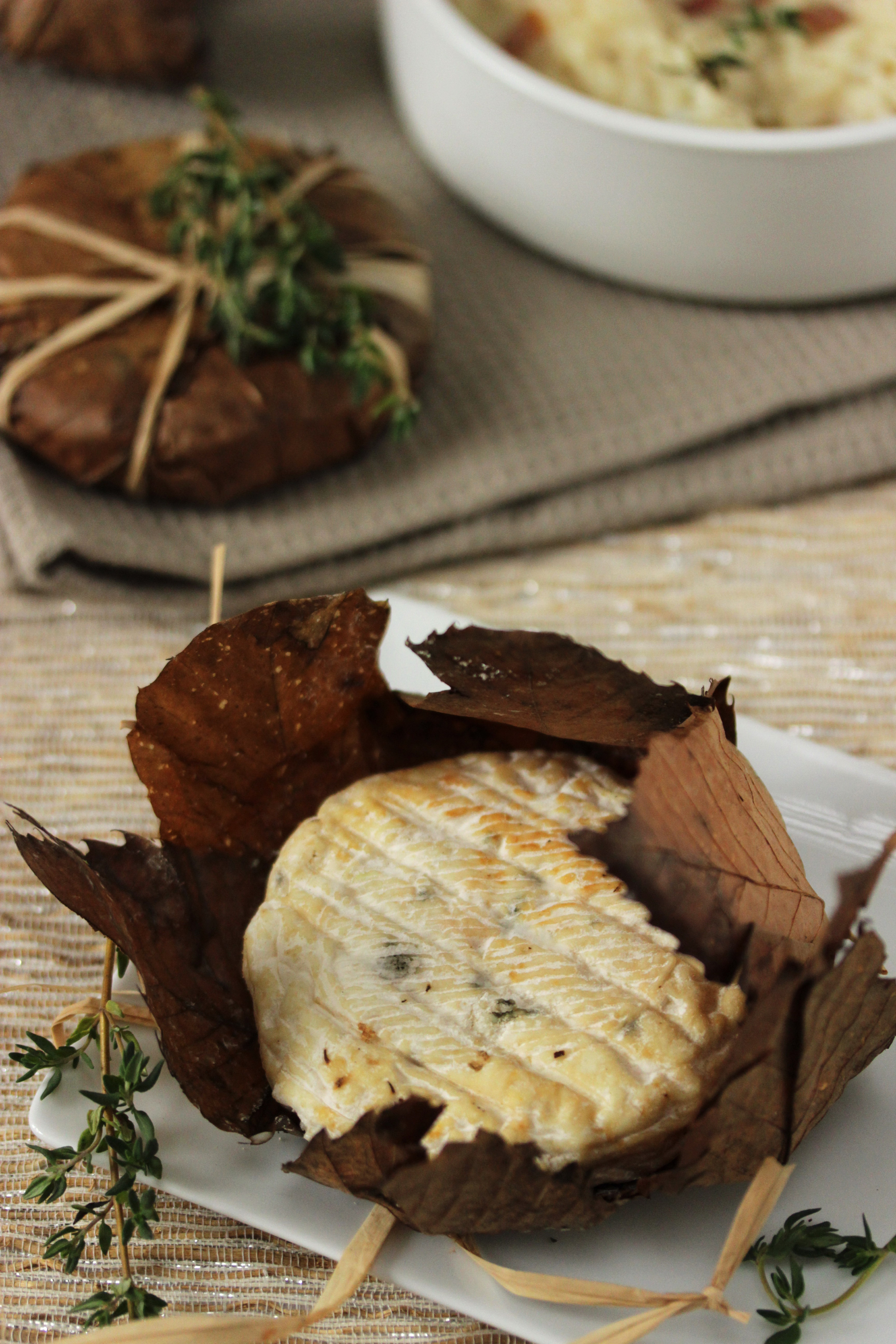
Banon

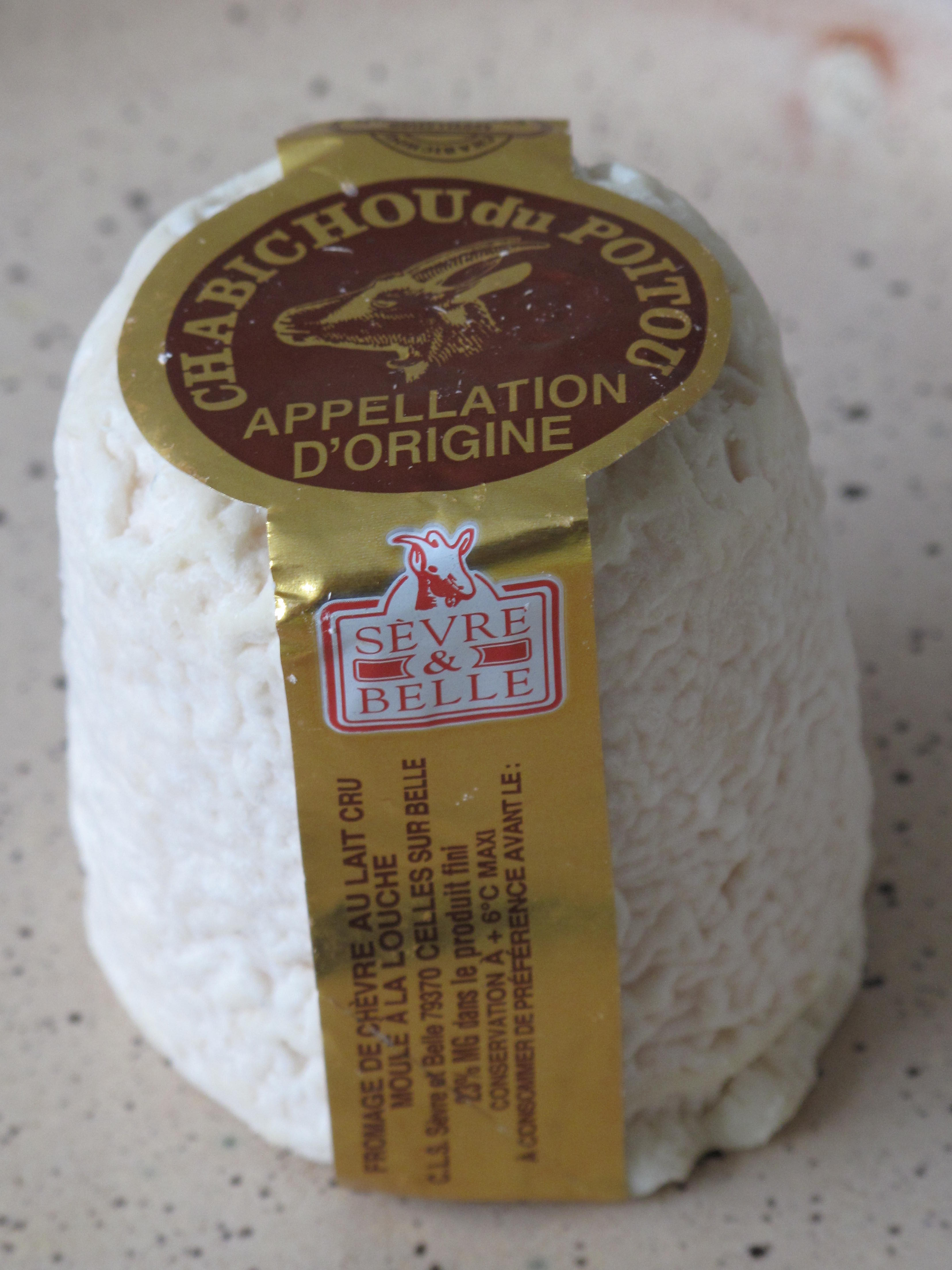
Chabichou du Poitou

- Charolais, Saône-et-Loire région Charolles
- Chavignol, Nièvre et Loiret
- Chevrotin, Savoie
- Mâconnais, région de Mâcon
- Pélardon, Languedoc
- Picodon, Drôme et Ardèche
- Pouligny-Saint-Pierre, Berry
- Rigotte de Condrieu, Rhône
- Rocamadour, Lot
- Sainte-Maure-de-Touraine, Touraine
- Selles-sur-Cher, Centre-Val de Loire
- Valençay, Berry

Il existe aussi le Brocciu qui est un fromage AOP corse pouvant être fait à partir de lait de Brebis, de chèvre ou des deux.

### Liste de marques commerciales de fromages de lait de chèvre
- Anneau du Vic-Bilh, Pays de l'Adour (Hautes-Pyrénées, Pyrénées-Atlantiques)
- Bleu de chèvre, Auvergne
- Bondon à la Fleur de Sel, Poitou
- Bouchon de Chèvre, Centre-Val de Loire
- Brique de chèvre
- Brunost, Norvège
- Cabreiro de Castelo Branco, Portugal
- Cabriole, Belgique
- Cathare, Languedoc
- Chabis
- Chavroux, Réparsac (Charente)
- Chevret, Ain
- Clacbitou (ne pas confondre avec l'appellation d'origine « claquebitou »), Saône-et-Loire
- Couronne Lochoise, Centre-Val de Loire
- Figou, Limousin
- Humboldt Fog, Californie
- Kasseri, Grèce
- Kefalograviéra, Grèce
- Moulis pur chèvre
- Picandou, France
- Président, France
- Rabaçal, Portugal
- Sèvre et Belle, France
- Soignon, France